# Светофор (телесериал)
«Светофо́р» — российский телесериал в жанре ситкома, ремейк одноимённого израильского телесериала «Рамзор» (ивр. רמזור‎). Производство компании Yellow, Black and White и Sisters Production (9-10 сезоны).
1—8 сезоны транслировались на телеканале СТС с 28 марта 2011 года по 17 марта 2016 года.
9—10 сезоны телесериала выходили на телеканале «Че». Премьера 9 сезона состоялась 10 октября 2016 года. Онлайн-премьера заключительного 10 сезона состоялась 8 ноября 2017 года на видеосервисе START, а телепремьера состоялась 8 января 2018 года на телеканале «Че» (с 12:30 до 22:30 были показаны все финальные 20 серий).

## Сюжет
Слоган сериала: Мужчины бывают трёх типов. Об этих трёх типах мы вам и расскажем.
В центре повествования — история трех тридцатипятилетних мужчин, один из которых холостяк, другой уже встречается с девушкой, а третий женат. На протяжении сериала им придётся решать неординарные проблемы, которые связаны с личной жизнью, а также даже поменяться местами (цветами).
В первом и частично во втором сезоне серии совпадают с израильским оригиналом. Большая часть второго, а также последующие сезоны не имеют израильского оригинала и созданы российскими авторами.

## Главные персонажи[2]

### Всеволод  Борисович Баранов
Характеризует красный свет. Женат на Тамаре, есть дочка Даша. На первый взгляд - классический подкаблучник, но это впечатление ошибочно: Сева просто изрядно трусоват, поэтому в отношениях с женщинами своего старается добиться тихо и незаметно. Развёлся в 60 серии после измены жене с семейным психологом, в 80 серии окончательно воссоединился с женой, в 102 — снова на ней женился. Раньше держал магазинчик приколов, затем, когда продал его, купил магазин элитной итальянской сантехники пополам с другом Эдиком, взял на работу тестя Паши. Вместе с Тамарой ждут ребёнка со 113 серии. Со 120 стало известно, что будет тройня. С 140 серии становится папой уже не одной девочки, а двух, при этом ещё и папой двоих мальчиков. В 152 серии становится кандидатом в депутаты Мытищинской Думы, однако в 160 серии выборы проигрывает. В 163 серии открывает вместе с Ромой и Пашей автосервис.

### Павел Павлович Калачёв
Характеризует жёлтый свет. На первый взгляд незаметно, но является подкаблучником: пытается отстаивать свое мнение, но у него это получается плохо. В начале сериала встречается с Олесей, в 24 серии женился на ней. До 92 серии работал режиссёром корпоративов, с 92 до 163 серии — ведущий телепрограммы «Хорошее утро». В 10 сезоне становится актёром. В 80 серии у Паши и Олеси родился сын Дмитрий. В 120 серии решают завести ещё одного ребенка и купить четырёхкомнатную квартиру. На протяжении 7 сезона ссорился с Олесей (сначала из-за того, что Паша уделяет ей мало внимания и у них всё по расписанию, затем из-за того, что Олеся выходит на работу, не посоветовавшись с Пашей, и не хочет с ним разговаривать по этому поводу (за что Павел попадает за решётку) и потом пара чуть не развелась из-за ревности Паши к другу Олеси), но в 140 серии Димка научился ходить и Паша с Олесей помирились. В 161 серии всё же решает развестись с Олесей. В 163 серии открывает вместе с Севой и Ромой автосервис. В 181 серии мирится с Олесей.

### Эдуард Сергеевич Серов
Характеризует зелёный свет. Закоренелый холостяк. Никогда не имеет постоянной девушки, хотя имел продолжительные отношения с девушкой Настей (1 сезон) и Юлей (7 сезон). Поменял много мест работы (мойщик заправки, начальник смены в «Ростикс», ИТ-директор, позёр обнажённой натуры). Дружит с Пашей и Севой с первого класса. В 61 серии начал встречаться с сестрой Тамары — Лизой, которая в детстве была толстой и некрасивой девочкой. Сделал ей предложение в 82 серии, женился на ней в 89 серии, развёлся в 100 серии из-за её измены перед свадьбой (позже выяснилось, что измены не было). На протяжении всего последующего времени даётся множество намёков на то, что они всё ещё любят друг друга. В 120 серии усыновляет знакомого воспитанника детского дома Ваню. В 141 серии снова начинает встречаться с Лизой. В 8 сезоне Эдик решает заняться музыкой. В 146 серии увольняется из магазина сантехники и покупает студию звукозаписи в 147 серии. В 160 серии предлагает Лизе завести ребёнка и в 180 серии узнаёт о её беременности.

### Роман Аркадьевич Бондаренко
Старый друг и одноклассник Севы, Паши и Эдика. В 161 серии вернулся из Америки, где прожил 20 лет. В 163 серии открывает вместе с Севой и Пашей автосервис. Со 181 серии встречается с Лерой.

### Вторые половинки

#### Тамара Петровна Баранова (Орлова)
Жена Всеволода Баранова, работает журналистом. 9 лет была замужем за Севой, в 13 серии поняла, что их брак некрепкий. Долго ходили к семейному психологу, что привело к измене Севы с тем же психологом и разводу. В 60 серии поняла, что всё ещё любит Севу, в 80 — вернулась к нему, в 102 серии вышла за него замуж. В 113 серии забеременела тройней. В 140 серии родила трёх малышей: двоих мальчиков и одну девочку, которых назвали Пашей, Эдиком и Женей.

#### Олеся Игоревна Калачёва (Коваленко)
Девушка, позже невеста, а впоследствии жена Павла Калачёва. Раньше работала стюардессой. Родом из Бердянска. Имеет украинские корни. Вышла замуж за Пашу в 24 серии (спустя полтора года после знакомства). В 40 серии забеременела. В 80 серии родила мальчика, которого назвали Димой. В 161 серии решает подать заявление на развод с Пашей, однако в 181 серии они мирятся.

#### Елизавета Петровна Орлова
Младшая сестра Тамары, появляется в 4 сезоне. Сбежала из дома с мужчиной, который был старше её на 15 лет. Прожила с ним 5 лет в Греции. Сожгла ему «Феррари», так как он изменил ей с её лучшей подругой, за что была депортирована обратно в Россию. В первый день переспала с Эдиком, но затем бросила его. С тех пор он её непрерывно добивается, однако она сама влюблена в него. Вышла замуж за Эдика в 89 серии, развелась в 100 серии. Снова начали встречаться со 141 серии. В 180 серии узнала, что беременна от Эдика.

#### Валерия
Арендатор помещения рядом с СТО Паши, Севы и Ромы. Владелица салона красоты «У Валерии». У неё складываются несколько напряжённые отношения с арендодателями, особенно с Романом. Однажды уже была замужем за крайне неприятным типом. Имеет взрослую дочь. В 180 серии проводит ночь с Ромой, а со 181 серии встречается с ним.

#### Татьяна Ильина
Бывшая коллега Паши по работе. Вела вместе с ним программу «Хорошее утро», была влюблена в Эдика. Они встречались, но в 141 серии Эдик ушёл к Лизе, и Татьяна решила отбить Эдика у Лизы. В 149 серии её план удался — Лиза бросила Эдика, но в 150 серии при помощи Вани Лиза и Эдик вновь стали жить вместе. В 151 серии Татьяне пришлось уволиться с телепередачи.

#### Галина Николаевна Коноваленко
Суррогатная мать Лизы и Эдика. Впервые появляется в 174 серии. В 177 серии становится известно о её беременности. Друзья семьи и родственники о истинном «предназначении» Галины не знают, считая её обыкновенной домработницей. Условно осужденная.

### Дети

#### Дарья Всеволодовна Баранова
Дочь Всеволода и Тамары Барановых, появляется практически в каждой серии. Даша — очень хитрая и осторожная девочка, несмотря на столь юный возраст. Учится в школе, изучает английский язык. Неоднократно решала проблемы и конфликты, с которыми взрослые справиться не могли, в частности ссоры родителей. После того, как бабушка подарила ей iPad, они с ней стали лучшими друзьями. Любит смотреть криминальные хроники и новости. Ходит в театральный кружок.

#### Дмитрий Павлович Калачёв
Сын Павла и Олеси Калачёвых, родился в 80 серии. Сначала его хотели назвать Иннокентием. В 140 серии научился ходить.

#### Иван Эдуардович Серов (Гурин)
Воспитанник детского интерната. Впервые появляется в 104 серии, пытаясь скрутить зеркало заднего вида с машины Эдика. Симпатизирует дочке Севы Даше. В 120 серии стал приёмным сыном Эдика и получил в подарок от Лизы собаку. С 9 сезона учится в Суворовском училище. Возвращается домой в 16 серии 10 сезона.

#### Евгения Всеволодовна Баранова
Дочь Всеволода и Тамары Барановых. Одна из тройняшек. Родилась в 140 серии.

#### Эдуард Всеволодович Баранов
Сын Всеволода и Тамары Барановых. Один из тройняшек. Родился в 140 серии.

#### Павел Всеволодович Баранов
Сын Всеволода и Тамары Барановых. Один из тройняшек. Родился в 140 серии.

## В ролях

### Главные роли
- Александр Макогон — Всеволод Борисович Баранов («Севас») (с 1 сезона)
- Ирина Низина — Тамара Петровна Баранова (Орлова), жена Севы (с 1 сезона)
- Джемал Тетруашвили — Павел Павлович Калачёв («Калач», «Медвежонок») (с 1 сезона)
- Ольга Медынич — Олеся Игоревна Калачёва (Коваленко), («Гугусик»), девушка, а с 24 серии — жена Паши (с 1 сезона)
- Дмитрий Миллер — Эдуард Сергеевич Серов («Эд») (с 1 сезона)
- Евгения Каверау — Дарья Всеволодовна Баранова, дочка Севы и Тамары (с 1 сезона)
- Антонина Комиссарова — Елизавета Петровна Орлова, сестра Тамары, девушка/невеста Эдика (c 4 сезона)
- Оскар Кучера — Роман Аркадьевич Бондаренко («Бэндер»), старый друг и одноклассник Паши, Севы и Эдика (с 9 сезона)
- Виктория Полторак — Валерия (Лера), арендатор Севы, Ромы и Паши, хозяйка салона красоты «У Валерии», девушка Ромы (с 9 сезона)
- Софья Гарелик — Галина Николаевна Коноваленко (Галя), суррогатная мать Лизы и Эдика (с 9 сезона)

### Второстепенные роли
- Анна Барсукова — Снежана Валентиновна Васильева («Снежок»), подруга Олеси, со 138 серии — жена Семёна Владиленовича (с 1 сезона)
- Ольга Тумайкина — Тамара Ивановна Трофимова, психотерапевт, с 44 по 61 серии — любовница Севы, в 102—103 сериях была любовницей Эдика (1—6 сезоны)
- Олег Комаров — Олег Эдуардович Комаров, с 1 по 92 серии — начальник Паши, со 134 по 163 серии — подчинённый Паши (1, 3—5, 7—8 сезоны)
- Борис Эстрин — Семён Владиленович, директор телеканала, продюсер, начальник Паши (с 92 по 163 серии); со 112 серии встречается со Снежаной, в 138 серии женился на Снежане (с 5 сезона)
- Алёна Ныркова — Татьяна Ильина, коллега Паши, со 103 по 151 серию — его директор (5—8 сезоны)
- Сергей Рубеко — Игорь Сергеевич Коваленко (Сергеич), папа Олеси, старший прапорщик в отставке (со 2 сезона)
- Ирина Сенотова — Галина Петровна Коваленко, мама Олеси (2, 5—6, 8—9 сезоны)
- Галина Польских — Людмила Евгеньевна, мать Севы, учительница русского языка (4—7 сезоны)
- Эвклид Кюрдзидис — грек Александрос Кириакос, экс-муж Лизы (77—80, 89 серии)
- Галина Петрова — Дина Геннадьевна Калачёва, мама Паши (5—6, 9 сезоны)
- Людмила Гаврилова — Мария Николаевна Орлова, мать Лизы и Тамары (5, 10 сезоны)
- Владимир Балдов — Пётр Аркадьевич Орлов, отец Лизы и Тамары, декан института (5, 10 сезоны)
- Александр Рапопорт — Сергей Эдуардович Серов, отец Эдика (6 сезон)
- Семён Трескунов — Иван Серов (Гурин), беспризорник, а со 120 серии — приёмный сын Эдика (с 6 сезона)
- Юлия Ковалевская — Настя, бывшая девушка Эдика (1 сезон)
- Юлия Абрамова — Анна Михайловна, учительница Даши (1—2, 4—7 сезоны)
- Анастасия Стежко - Юлия, бывшая девушка Эдика (7 сезон)
- Ольга Приходько — Янина Богдановна, бабушка Олеси из Бердянска (14, 47 серии)
- Евгений Донских — конферансье (1 сезон)
- Игорь Гаспарян — Алик, автослесарь в СТО (с 9 сезона)
- Михаил Станкевич — Кирилл, автослесарь в СТО (с 9 сезона)
- Павел Морозов — хозяин автосервиса (172 серия)

### Приглашённые знаменитости
- Александр Олешко — играет самого себя, ведущего шоу «Минута славы» (10 серия)
- Сергей Глушко — стриптизёр Тарзан (10 серия)
- Егор Дружинин — хореограф (22 серия)
- Тина Канделаки — играет саму себя (38 серия)[3]
- Лера Кудрявцева — играет саму себя, актриса для рекламы (39 серия)

## Технические данные

### Съёмки
Съёмки сериала стартовали в начале 2011 года. Они преимущественно проходили в московских павильонах, где были выстроены декорации квартир главных героев. И хотя жанр ситкома не подразумевает съёмки «на натуре», в феврале 2011 года создатели этого проекта отправились в экспедицию в Сочи. На отечественном курорте снимали сразу большое количество эпизодов «Светофора»: в нескольких сериях герои приезжают на отдых в Сочи, а в остальных же — Сочи превратили в весеннюю Москву. Со 2 сезона все сцены на открытом воздухе стали снимать в Москве.
В мае 2014 года, когда начались съёмки 7 сезона, создатели сериала отправились в Таиланд, на остров Чанг (ампхе Ко Чанг) — по сюжету, главные герои в новых сериях отправятся на отдых в Таиланд.
В 2016 году проект был возобновлён после долгого перерыва, при этом производить его стали по заказу телеканала «Че». Продолжение фактически снято в формате спин-оффа, рабочее название которого было — «Товарищи мужики», однако впоследствии всё же пришли к решению оставить прежнее название сериала — «Светофор». С 25 мая по 30 июля 2016 года проходили съёмки 9 сезона телесериала, а 9 сентября 2016 года стартовали съёмки заключительного 10 сезона телесериала.

### Заглавная песня
Слова и музыку к саундтреку телесериала придумал и исполнил Александр Пушной. Заглавная песня звучала только в 1 сезоне.

## Список сезонов
| Сезон | Сезон | Эпизоды | Дата выхода в эфир           |
| ----- | ----- | ------- | ---------------------------- |
|       | 1     | 20      | 28 марта — 27 апреля 2011    |
|       | 2     | 20      | 8 августа — 29 сентября 2011 |
|       | 3     | 20      | 14 ноября — 12 декабря 2011  |
|       | 4     | 20      | 16 апреля — 22 августа 2012  |
|       | 5     | 20      | 4 февраля — 11 марта 2013    |
|       | 6     | 20      | 12 марта — 11 апреля 2013    |
|       | 7     | 20      | 13 октября — 13 ноября 2014  |
|       | 8     | 20      | 29 февраля — 17 марта 2016   |
|       | 9     | 20      | 10 октября — 9 ноября 2016   |
|       | 10    | 20      | 8 января 2018                |

### Сезон 1
| № серии | Премьера   | Описание серии |
| ------- | ---------- | --- |
| 1       | 28.03.2011 | Тамара начинает подозревать, что Сева от неё что-то скрывает, так как его друзья всегда быстро заканчивают разговаривать с ним по телефону, когда понимают, что она рядом. Паша организовывает День Рождения для сына олигарха и приглашает на торжество рестлеров. Когда главный рестлер не прилетает из Америки, Паша решает заменить его Севой. Эдик решает научить друзей, как вести себя с женщинами, чтобы они отпускали парней погулять. |
| 2       | 29.03.2011 | Паша «приглашает» Олесю переехать к себе жить. Она переезжает и заодно захватывает свою подругу Снежану. Паше срочно нужно избавиться от Снежаны и помогать ему с этим будет Эдик. А Эдику как раз нужны новые жильцы в его квартиру и он решает сдать её Снежане. Севе нужно срочно помириться с женой, ведь он рискует остаться без субботнего секса. |
| 3       | 30.03.2011 | Паша злится на Олесю из-за того, что она вечно с ним нянчится. Олеся решает его проучить и не говорит, что у Паши в зубах застряла петрушка. Из-за этого Паша лишается крупного заказа от производителя зубной пасты. Эдик, тем временем, познакомился с симпатичной вдовой, которая гуляет на детской площадке со своим сыном. Эдик просит Севу одолжить ему свою дочь, чтобы отправиться в Сочи со своей новой знакомой. Тамара тоже отправляется в Сочи, чтобы снять сенсационный материал про педофила. Там то она и встретила Севу.                       |
| 4       | 31.03.2011 | Паше надоело вечно ходить за продуктами и по совету Эдика он один раз покупает просроченные продукты, чтобы Олеся больше не посылала его за покупками. Эдик познакомился с новой девушкой по имени Света, которая до этого 2 года прожила на Гоа. Тамара записала Севу в бассейн на 6 утра. Он всегда плавает с пожилой женщиной, которая при любом удобном случае бьёт его ногой. |
| 5       | 01.04.2011 | К Тамаре в гости приезжает её первый мужчина по кличке Банан, с которым у неё был секс. Севе это очень не нравится. Он идет за советом к Эдику, чтобы он помог ему избавиться от Банана. Паша звонит Севе только тогда, когда выгуливает собаку. Сева обижается на него за это и теперь Паше вообще не с кем поговорить. |
| 6       | 04.04.2011 | Эдик переезжает жить в съёмную квартиру, но одна комната там закрыта и хозяйка строго-настрого запретила туда заходить. Эдик очень волнуется и не может спать по ночам. У Паши с Олесей уволилась домработница и они начинают искать нового уборщика. Вскоре они находят порядочного молодого человека. |
| 7       | 05.04.2011 | Олеся приглашает домой собачьего психолога, чтобы она помогла наладить отношения Паши и Жули. У Севы есть некоторые сексуальные проблемы с Тамарой и он просит совета у друзей. Когда способ Паши не помогает, Эдик берет дело в свои руки. |
| 8       | 06.04.2011 | Олеся ставит в пример Паше парня своей лучшей подруги. Эдик говорит Паше, что все относительно и нужно показать Олесе другого парня, который будет в сто раз хуже Паши. Дочку Севы Дашу в школе обижает хулиган. Сева с Эдиком идут разобраться с ним, но после «разборок» узнают, что его папа местный криминальный авторитет. Сева с Эдиком оказываются втянутыми в очень запутанную историю, где их принимают за бандитов. |
| 9       | 07.04.2011 | Паша готовит корпоратив в упаковочной фирме. Эдик просит его отдать главную роль знакомой его мамы, но на репетицию приходит громила Боря и говорит Паше, что главную роль будет исполнять он. Сева случайно выбрасывает в мусорное ведро рисунок своей дочери и чтобы исправить ситуацию, идёт к художнице и просит её нарисовать похожий рисунок. У Эдика свои проблемы — он одновременно встречается с двумя девушками. Одна из них глуховата, другая — библиотекарь. Поэтому одной всегда приходится кричать, а другой шептать, а Эдик все время путается. |
| 10      | 11.04.2011 | Паша готовит выступление для салона мобильной связи и они убеждают купить его новый телефон. Паша в восторге от камеры в телефоне и начинает фотографировать все подряд, в том числе и Олесю в душе. Вскоре Паша теряет телефон и теперь он боится, что фотографии Олеси могут оказаться в Интернете. Эдик хочет стать VIP клиентом в фитнесс клубе, чтобы брать больше полотенец, но VIP статус выдают только знаменитостям. Прославиться Эдику помогает Паша.                                                                                                |
| 11      | 12.04.2011 | Паша пытается собрать полку, но у него ничего не получается. Тут за сахаром заходит сосед Паши и Олеси Артур и моментально собирает полку. Олеся рада, а Паша начинает тихо ненавидеть соседа. Ситуация ещё более усугубляется, когда сосед помогает Паше починить унитаз. Севу, тем временем, друзья упрекают в том, что он подкаблучник, он пытается исправить ситуацию, но в итоге делает только хуже. У Эдика своя проблема — ему нужно срочно продать свою старую машину.                                                                                 |
| 12      | 13.04.2011 | Сева помогает решить Даше пример за второй класс, но решает его неправильно. Даша начинает стыдиться своего папу и делает домашнее задание с мамой. Сева начинает тайно посещать репетитора для взрослых. Паша не может спать ночью, потому что Олеся ужасно храпит. Олеся ему не верит и Паша начинает собирать доказательства. Эдик, тем временем, закрутил настоящий роман и даже подумывает о свадьбе. |
| 13      | 14.04.2011 | Тамаре надоели их отношения с Севой и она хочет развестись, но Сева хочет спасти семью и тащит Тамару к семейному психологу. Олеся вынуждает Пашу сделать ей предложение и они начинают готовиться к свадьбе, а Эдик возвращается к своей старой девушке Насте. Теперь они хотят жить вместе и подыскивают себе квартиру. |
| 14      | 18.04.2011 | Эдик никак не может дозвониться до Насти уже несколько дней. Паша узнает, что с Украины приезжает Олесина бабушка и она хочет устроить им традиционную украинскую свадьбу. Все попытки Паши переубедить Олесину бабушку приводят к тому, что она оказывается в больнице и Паша вынужден принять все её условия. Сева и Тамара, по совету психолога, вынуждены заниматься сексом каждый день. |
| 15      | 19.04.2011 | Олеся пошутила над Пашей и сказала, что он танцует как старик. Паша сильно обижается и начинает комплексовать по поводу своего возраста. Эдик прилагает максимум усилий, чтобы расстаться с девушкой, но она никак его не бросает. Севу попросили передать цветы соседке, а Тамара подумала, что этот букет для неё. Сева и не собирался её переубеждать, но тут пришла соседка. |
| 16      | 20.04.2011 | Паша, выгуливая Жулю, поссорился с соседской бабушкой из-за того, что собака оставила кучу прямо посреди дороги. Сева и Тамара, по совету психолога, собираются провести романтический вечер вдвоем. Нужно срочно найти няню, чтобы оставить с ней Дашу. Эдик всерьёз воспринимает письма счастья, которые приходят ему на почту. Друзья начинают шутить над ним, а потом убеждают просто удалить очередное такое письмо. Совпадение или нет, но с этого момента с Эдиком начинают происходить неприятности.                                                   |
| 17      | 21.04.2011 | Эдик начал встречаться с новой девушкой. Она учится в театральном институте и на каждой встрече с Эдиком начинает практиковать свои актёрские навыки. У Паши и Олеси юбилей их знакомства. В честь этого события они хотят подарить друг другу по семь подарков. Сева, по совету психолога, пытается заставить Тамару ревновать. За помощью он обратился к девушке Эдика. |
| 18      | 25.04.2011 | Паше надоедает, что Олеся постоянно просит его подвезти её куда-нибудь или забрать откуда-нибудь. Он решает подарить Олесе автомобиль. Сева помогает Эдику наладить отношения с девушкой его возраста. Когда у Эдика ничего не получается, он разочаровывается и снова идет мутить с малолетками. |
| 19      | 26.04.2011 | Эдик решил отказаться от кабельного телевидения, но компания не намерена терять клиента и начинает предлагать Эдику всевозможные бонусы. Севу поймали в магазине, когда он ел неоплаченные продукты. В наказание его фото разослали по другим магазинам. Олеся с Пашей ищут пару, которая могла бы стать для них друзьями. |
| 20      | 27.04.2011 | Друзья все вместе отправляются отдыхать. Олеся бронирует номера для всех, а Тамару это не устраивает. Они считает, что номер Олеси с Пашей намного лучше, чем её с Севой. Весь отдых она только и занимается тем, что переезжает из номера в номер. Эдик во время любовных утех случайно сломал унитаз. Всеми силами он пытается скрыть поломку от администрации отеля. Паша вынужден весь отдых подстраиваться под Олесю и её романтическое настроение. |

### Сезон 2
| № серии | Премьера   | Описание серии |
| ------- | ---------- | --- |
| 1 (21)  | 08.08.2011 | Неожиданно приезжает Алиса — бывшая девушка Паши, которая два года прожила в Италии. Олеся начинает ревновать Пашу, а Тамара пытается показать Алисе, что у них с Севой идеальная семья. Эдик пытается убедить Севу и себя в том, что малолетки «ведутся» на него. Для этого он отправляется в студенческий поход. |
| 2 (22)  | 09.08.2011 | Паша под давлением Олеси вынужден учить свадебный танец. Во время репетиции выясняется, что Олеся не умеет танцевать. Сева, по совету психолога, пытается вернуть совместные с Тамарой воспоминания. Эдик будет свидетелем на свадьбе Олеси и Паши, а свидетельницей будет Снежана. Эдик не в восторге и пытается уговорить друзей поменять свидетельницу.                                                                                                   |
| 3 (23)  | 10.08.2011 | Олеся начинает помогать Паше оплачивать некоторые счета по дому. В итоге они получают совместный бюджет, а Олеся получает доступ к деньгам Паши. Сева, тем временем, пытается доказать Тамаре, что он не жмот, а Эдик ему в этом помогает. Сам Эдик начинает встречаться с новой девушкой, но Паша её не одобряет, так как она картавит. Вскоре Эдик находит другую девушку, но Паша и её не одобряет.                                                       |
| 4 (24)  | 11.08.2011 | Олеся договаривается с Пашей, что у неё на девичнике не будет посторонних мужчин, а у него на мальчишнике не будет посторонних женщин. Уже на свадьбе выясняется, что девичник и мальчишник прошли не так уж невинно. |
| 5 (25)  | 15.08.2011 | Паша потерял своё обручальное кольцо и чтобы Олеся этого не заметила, он одолжил кольцо у Севы. Тамара с Севой, тем временем, начинают жить отдельно — Тамара остаётся в квартире, а Сева теперь живёт в машине. Эдик сломал в ресторане зуб. Разбирательства привели его на телешоу «Время суда». |
| 6 (26)  | 16.08.2011 | Олеся собирается отремонтировать машину, но Паша настаивает на том, чтобы ремонтом занялся он. В результате ремонт Паше обходится в несколько раз дороже. Сева перебирается временно жить к Эдику и Эдик начинает чувствовать себя мужем Севы. Чтобы как-то исправить ситуацию, Эдик приходит домой с девушкой. |
| 7 (27)  | 17.08.2011 | Олеся готовится к празднику, а Паша никак не может вспомнить к какому. Сева пытается познакомиться с девушкой по интернету и в итоге находит точную копию Тамары. Эдик устраивается на работу и вовсю ей наслаждается, даже несмотря на то, что он в ней ничего не понимает. |
| 8 (28)  | 18.08.2011 | Паша начинает ревновать Олесю к пассажирам её рейсов. Он пытается сделать так, чтобы Олеся тоже начала его ревновать. К Севе с Тамарой приходит социальный педагог, чтобы убедиться, что Дашу дома не бьют. Педагог, разобравшись в сложившейся ситуации, рекомендует Севе записаться на курсы «Права мужчин». Эдик постоянно подпирает на стоянке чью-то машину. В результате к нему приходят разбираться.                                                  |
| 9 (29)  | 22.08.2011 | Паша пытается возобновить страсть, которая изрядно поутихла после месяца семейной жизни. Тайм-аут в отношениях Тамары и Севы подошёл к концу. Психотерапевт подарила им цветок, за которым они должны вместе ухаживать. Сева старается изо всех сил, а Эдик считает, что его друг сошёл с ума. |
| 10 (30) | 23.08.2011 | Родители Олеси решили на время перебраться к ним с Пашей, что очень сильно отягощает их семейную жизнь. Сева, увидев кровь, теряет сознание. Ему необходимо восстановить свой авторитет перед Тамарой, на помощь приходит Эдик, который предлагает организовать нападение и Сева должен всех спасти. Итог всей операции — Эдик попадает в больницу, где уже лежит Паша и Сева.                                                                               |
| 11 (31) | 24.08.2011 | Паша никак не может спокойно отдохнуть дома — Олеся его нагружает всякой домашней работой. Он хочет отомстить ей и ночью начинает убирать в квартире, чтобы и её привлечь к этому делу, но похоже Олесе это нравится. У Эдик появилась работа, но вдруг садится голос и он просит чтобы его подменил Сева. |
| 12 (32) | 25.08.2011 | Олеся очень хочет, чтобы Паша работал в другой сфере деятельности, а он категорически против. Тамара решила отправить Севу на чистку лица, после которой Сева остался без бровей. Эдик начал встречаться с блогершей, которая в своём блоге выкладывает все интимные подробности их встреч. |
| 13 (33) | 29.08.2011 | Олеся начала ревновать Пашу за то, что он много времени проводит в соц. сетях. Паша в свою очередь решает проверить не сидит ли там Олеся и от тайного поклонника пишет ей сообщения и дарит подарки, но карточкой расплачивается их общей. Эдик ставит дома камеру чтобы его могли спасти, когда ему будет плохо. Севе и Тамаре приходится бороться за большую любовь Даши к кому-то из родителей.                                                          |
| 14 (34) | 30.08.2011 | Паша узнает, что все в семье Олеси после родов становятся полными и поэтому он начинает давать задний ход. Сева и Тамара опять пошли к психиатру, который советует целый день им обойтись без слова «нет». Эдик решил подзаработать немного денег на продаже плюшевых мишек, притворившись глухим. |
| 15 (35) | 31.08.2011 | Олеся хочет чтобы Паша похудел, поэтому записывает его к диетологу. От этого Паше становится очень тоскливо. Сева попросил Эдика забрать Дашу из театрального кружка. Эдик начинает встречаться с руководителем, и у Даши начинаются успехи в театральном мире. |
| 16 (36) | 01.09.2011 | Олеся все время ночью раскрывает Пашу, он предлагает спать под разными одеялами, но Олеся против. Паше приходится завести своё секретное одеяло. Сева по акции выигрывает часы, он собирался их подарить Тамаре, но его жадность опять ни к чему хорошему не приводит. Эдик попадает в ток-шоу по поводу принятия нового закона. |
| 17 (37) | 26.09.2011 | Сева попросил Пашу сопроводить его на утренник Даши, они паркуются в неположенном месте в целях экономии и оставляют записку инспекторам ДПС, чтобы машину не эвакуировали, так как они скорбят о потерянном друге. Эдик выдаёт себя за художника, чтобы закадрить девушку, но не всё так просто — ему приходится реально рисовать картину. |
| 18 (38) | 27.09.2011 | Эдик хочет пригласить на свидание саму Тину Канделаки и наконец-то у него выпадет эта возможность. Паша постоянно опаздывает из-за того, что Олеся очень долго собирается. Даша баллотируется на пост президента младшей школы, родители ей в этом очень сильно помогают. |
| 19 (39) | 28.09.2011 | Олеся с Пашей решили подарить на годовщину свадьбы Тамаре с Севой уникальный подарок — отдых в экологическом отеле. Сами же они остались присматривать за Дашей, которая недавно заболела ветрянкой. Когда Сева с Тамарой прибыли в отель, выяснилось, что там нельзя пользоваться никакими электроприборами. Эдика, тем временем, приглашают сняться в рекламе с одним очень известным человеком, но как раз в день съёмок он заражается от Даши ветрянкой. |
| 20 (40) | 29.09.2011 | Олеся и Паша думают завести ребёнка, Паше очень хочется мальчика, поэтому он даже свою жену пытается кормить «пацанской» едой. Эдик познакомился с двумя близняшками и чтобы зажигать с двумя сразу говорит им, что у него есть тоже брат-близнец. Сева услышал как Тамара кому-то сказала, что она беременна и очень сильно удивился — ведь секса у них очень давно не было.                                                                                |

### Сезон 3
| № серии | Премьера   | Описание серии |
| ------- | ---------- | --- |
| 1 (41)  | 14.11.2011 | Беременная Олеся и Паша отправляются в клинику, чтобы сделать УЗИ. Уже в кабинете Паша столкнулся со своим бывшим одноклассником, а ныне гинекологом Гинзбургом, с которым у Паши остались давние «счёты». Психолог на очередном приеме предлагает Тамаре дать Севе немного свободы и позволить ему чаще общаться с друзьями. Эдик, тем временем, собирается устроить гавайскую вечеринку и даже водрузил на свою крышу бассейн, воспользовавшись помощью Севы и Паши. |
| 2 (42)  | 15.11.2011 | Тамара и Сева отправляют Дашу в лагерь. Друзья решают отметить это событие и дружно отправиться в лес на пикник с ночевкой. Олеся, как беременная, отказалась что-либо делать на природе, а Паша вынужден нянчиться с ней. Эдик умудрился «подцепить» себе девушку прямо в лесу, но вскоре он очень сильно об этом пожалел. |
| 3 (43)  | 16.11.2011 | Снежане грозит увольнение из-за избыточного веса. Олеся рекомендует подруге регулярно заниматься сексом, но партнёра у неё нет. Олеся обращается за помощью к Эдику, но тот не согласен заниматься сексом со Снежаной. Бесплатно, во всяком случае. Паша просит начальника выдать ему премию наличными, а Сева вынужден постоянно просить деньги у Тамары, так как его бизнес не приносит прибыли. |
| 4 (44)  | 17.11.2011 | У Олеси вот-вот родится ребёнок. Она берет семейные деньги, которые Паша откладывал на покупку машины, и тратит их на кроватку, пеленальный столик и ещё на кое-что для малыша. Сева, тем временем, понял, что за 25 сеансов, проведённых у психолога, ему так и не удалось достичь главного — стать главой семьи. Эдик нашёл в «Одноклассниках» вожатую Еву, с которой у него когда-то давно был первый секс. Ева приглашает Эдика на вечеринку. Эдик а радостях соглашается, ведь он ещё не знает, что вечеринка организовывается по случаю выхода Евы на пенсию. |
| 5 (45)  | 21.11.2011 | Сева оказался в шоке от того, что изменил Тамаре. Теперь он считает, что должен как-то искупить свою вину перед ней. С бутылкой коньяка он отправляется к Эдику за советом. У Олеси, тем временем, появилась аллергия на животных. К огромной радости Паши, они отдают Жулю Снежане, но Олеся не находит себе места и постоянно контролирует, как Снежана ухаживает за её собачкой. Эдик решил побаловать свою новую подружку и приготовить осетра. Он купил живую рыбину, но когда пришёл домой, то не смог убить её. |
| 6 (46)  | 22.11.2011 | Сева боится «спалиться» перед Тамарой, поэтому вынужден ей постоянно врать. Эдик с Пашей советуют ему придумать себе надёжное алиби, переименовать психолога в своём телефоне и перестать общаться с ней о будущем его семьи, а ориентировать её просто на секс. Эдик, тем временем, взял у Паши номер доктора-венеролога и отправился на лечение. Уже в больнице Эдик познакомился с девушкой по имени Алла, но его лечение предусматривает воздержание от секса на 2 недели, поэтому он вынужден вести себя с Аллой целомудренно. Паша, тем временем, решил скромно отметить свой День Рождения в субботу, но его начальник решил отметить свой, уже прошедший, День Рождения тоже в субботу и попросил Пашу организовать «скромное» торжество на 200 человек. |
| 7 (47)  | 23.11.2011 | К Олесе приезжает её бабушка из Бердянска, которая хочет прогнать из квартиры всю нечисть перед рождением внука. Её обряды приводят Пашу в тихий ужас. Сева продолжает скрывать свои отношения с психологом и в очередной раз ссориться с Тамарой. Психолог уверяет Севу, что у него есть огромный потенциал и что ему нужно научиться говорить твёрдое «Нет». Сева, следуя советам, решает изменить свою жизнь и первым делом продаёт свой магазин приколов. У Эдика начинается полоса неудач после встречи с Олесиной бабушкой. Сперва ему выдают огромную компенсацию за снос раритетного дома, где была квартира его дедушки и Эдик покупает раритетный автомобиль, дарит Севе и Паше шикарные подарки и накупает кучу другой ненужной дорогущей ерунды.     |
| 8 (48)  | 24.11.2011 | Олесе до повышения осталось всего два вылета, поэтому она, втайне от Паши, выходит на работу. Сева воодушевился новым бизнесом, взял Эдика в напарники и предложил ему работать по очереди. Психолог, тем временем, намекнула Севе, что пора-бы уже Тамаре узнать об их отношениях. Эдик ничего не понимает в бизнесе, да ещё и боится признаться своему старому знакомому Алексу, что работает в магазине сантехники. Он в буквальном смысле становится заложником сложившейся ситуации. |
| 9 (49)  | 28.11.2011 | Олеся с Пашей идут на курсы для беременных. Олеся хочет, чтобы Паша отправился принимать участие в программе «Партнёрские роды», но сам Паша этого жутко боится. Сева понял, что с Тамарой Ивановной у них только секс, им даже поговорить не о чём. Он приходит к Эдику за советом. Эдик рекомендует Севе познакомиться с подругами психолога. Сам Эдик, тем временем, решил нанять на работу продавца. На зарплату, которую он предложил, согласилась только бабушка, да и та постоянно отпрашивается с работы. Олесин папа помогает Эдику продать товар и тот приглашает его работать в магазин. |
| 10 (50) | 29.11.2011 | Олеся, в связи с беременностью, начала перебирать в еде. Её папа, пользуясь своим новым служебным положением, решил поменять в квартире у Паши сантехнику. В Магазине Эдика и Севы, тем временем, начал пропадать товар. Олесин папа грешит на покупателей и в магазине решили установить скрытую камеру. Тамара и Сева забирают свою дочь из лагеря и, чтобы не травмировать её психику, решают пока не говорить, что они расстались. Для этого Тамара просит Севу иногда появляться дома. |
| 11 (51) | 30.11.2011 | У Паши начались ночные кошмары, он стесняется своего ребёнка, который ещё не родился и поэтому всячески избегает секса с Олесей. Севе и Эдику приходит квитанция от директора рынка на оплату, но в кассе денег не оказалось. Эдик пытается решить проблему через секретаршу, которая является женой директора рынка. Эдик вынужден обратиться за помощью к Севе из-за ненасытности и любвеобильности секретарши. Сева сблефовал и таким образом избавил магазин от коммунальных платежей на целых три года. |
| 12 (52) | 01.12.2011 | Севу, после встречи с друзьями, выгнали из дома и он вынужден ночевать на лестничной клетке психолога. Паша не может понять, почему с ним не разговаривает Олеся, так как вообще не помнит, что было накануне вечером. А Эдик напился так сильно, что проснулся голый в постели Тамары, которая сказала ему, что подает на развод, но попросила пока не говорить об этом Севе. |
| 13 (53) | 05.12.2011 | Тамара и Сева подают на развод. Эдик познакомился с девушкой-боксёршей, которая все вопросы привыкла решать по-жёсткому, а у Паши, тем временем, развивается синдром КУВАД из-за чего он вынужден пить успокоительное и часто засыпает. Олесе это надоедает и она ведет его к врачу-гипнологу. |
| 14 (54) | 06.12.2011 | Паша получает крупный заказ на проведение корпоратива на Колымском алмазном заводе. Отправившись на встречу с директором этого завода, Паша узнаёт Санька, бывшего одноклассника, который отсидел на зоне. Олеся отправляется к Тамаре за советом, так как ей кажется, что Паша ей изменяет. Эдик вернувшись домой обнаружил у себя в квартире бывшего приятеля Санька, которого он сперва принял за грабителя. |
| 15 (55) | 07.12.2011 | Олеся сказала Паше, что пошла по врачам, а сама целый день ходила по магазинам. Некий полковник начинает ухаживать за Тамарой. А Эдик, тем временем, познакомился с Вероникой. Им подвернулся удобный случай, они надели свадебные наряды Паши и Олеси и занялись в них сексом. За этим занятием их застукали Олеся и Паша. |
| 16 (56) | 08.12.2011 | У Олеси совсем нет времени на домашние дела из-за её нового увлечения оригами. Сева, подглядывая за Тамарой и её ухажёром в телескоп, застрял на дереве напротив своего дома. К тому же его прихватил радикулит. Спасти его приехали сотрудники МЧС. Когда он вернулся домой, Тамара-психолог пыталась вылечить его радикулит своими методами, но у неё ничего не получилось. Эдик спас девушку по имени Кристина, которая хотела сброситься с крыши его дома. |
| 17 (57) | 12.12.2011 | Эдик наврал своей племяннице Оле, которая приехала из Иркутска, что он архитектор. Олеся из-за своей беременности постоянно звонит Паше и достаёт его по всяким пустякам. Эдик предложил Паше, чтобы Олеся взяла шефство над Севой. Благодаря советам Олеси, Сева становится довольно успешным, чем невероятно раздражает Эдика и Пашу. |
| 18 (58) | 13.12.2011 | Эдик, Олеся и Паша отправляются в аквапарк. Там они встречают Олесину одноклассницу, которая принимает Эдика за мужа Олеси. Эдик, чтобы поближе познакомиться с Олесиной одноклассницей, делает вид, что тонет. Сева, чтобы почаще ходить в гости к Тамаре и Даше, сломал у них дома раковину. Когда он пришёл устанавливать новую раковину, то застрял в ней рукой. |
| 19 (59) | 14.12.2011 | Паша с Олесей пытаются выбрать имя для своего будущего ребёнка и ссорятся из-за этого. Сева пригласил своих друзей на ужин в квартиру психолога, но Тамара Ивановна считает, что у Севы не должно быть таких друзей, как Паша и Эдик. Сева вынужден скрывать от друзей истинную причину отсутствия Тамары на ужине. Эдик познакомился с известной художницей и согласился быть у неё натурщиком. Там он познакомился со студенткой. Позже ему приходится расставаться сразу с двумя девушками. |
| 20 (60) | 15.12.2011 | Олеся и Паша взяли куклу, которая имитирует поведение младенца. Она может плакать, есть, спать, мочить памперсы и т. д. Когда Паша остался с куклой наедине, она начала издеваться над ним. Севины друзья, тем временем, решили помешать их разводу с Тамарой. Они разработали чёткий план, по которому у Севы и Тамары должна произойти «случайная» встреча в ресторане. Тамара заметила большое количество совпадений и поняла, что друзья хотят их помирить. |

### Сезон 4
| № серии | Премьера   | Описание серии |
| ------- | ---------- | --- |
| 1 (61)  | 16.04.2012 | Эдик принял решение наконец-то остепениться и для этого ему требуется веская причина. Вскоре он её находит в виде девушки по имени Лиза — прекрасной незнакомки из «старого доброго детства». Паша пытается смириться с тем, что у него будет девочка, а не мальчик, но параллельно он продолжает мечтать о сыне. Сева, после развода с Тамарой, просыпается с ней в одной постели. Он хочет начать всё по-новой и для этого нужно сделать Тамаре предложение… |
| 2 (62)  | 17.04.2012 | Эдик хочет отомстить Лизе, за то, что она задела его за самое больное место — мужское самолюбие. Сева, по совету Даши, пытается снова поговорить с Тамарой. К несчастью, перед этим он съел шаурму и вскоре понял, что нужно было послушать не только первый совет Даши, но и второй. Паша, пытаясь найти для Олеси собеседника, случайно находит ей «самую лучшую подругу».                                                                                   |
| 3 (63)  | 18.04.2012 | Паша с Эдиком хотят помочь Севе, который очень тяжело переживает развод с Тамарой. Для этого они везут друга на горнолыжную базу. Чтобы отдых удался, Паше срочно нужно убедить Олесю, что она не толстая, а всего лишь беременная. Эдик, одержимый жаждой мести, заманивает Лизу «поработать» на турбазе. По приезде ему необходимо найти эту «работу». |
| 4 (64)  | 19.04.2012 | Паша находит старые фотографии и показывает их Севе и Эдику. На этих фотографиях они ещё первоклашки. Тут друзья понимают, что дружат уже тридцать лет. Их захлестывают воспоминания о юности и детстве. Параллельно они пытаются помочь Севе добраться до врачей. |
| 5 (65)  | 23.04.2012 | В магазин к Эдику и Севе пожаловала инспекция из налоговой. Чтобы спасти свой бизнес, Сева прикинулся инвалидом. Эдик, тем временем, умудрился сдать Лизе собственную квартиру и ещё заселиться туда самому. Эдик полностью уверен, что Лиза теперь будет в его власти. Паша с Олесей, тем временем, поссорились и для примирения решили написать все недостатки друг друга.                                                                                   |
| 6 (66)  | 24.04.2012 | Паша придумал способ, как вмиг решить многие проблемы. Главное, чтобы его беременная жена ничего не заподозрила. Лиза и Эдик, тем временем, ссорятся на бытовой почве. Им срочно требуется помощь опытного миротворца. Сергеич и Сева очень выгодно продают джакузи одному клиенту и теперь нужно найти способ, как доставить этот негабаритный груз… |
| 7 (67)  | 25.04.2012 | Эдик учит Севу знакомиться с девушками, используя только ключи от квартиры. Паше тоже требуется помощь Эдика — нельзя допустить Олесю к фотосессии в стиле «ню». Заодно Эдик подсказал другу, как совершенно бесплатно можно перекрасить жёлтую машину… |
| 8 (68)  | 26.04.2012 | Паша начинает часто общаться со Снежаной, и Олеся подозревает, что у них роман, но на самом деле причина кроется в другом. Эдик пытается найти подход к Лизе, а помогать ему в этом будет Даша. А Севе, тем временем, нужно решить две проблемы — найти деньги на подарок маме и уговорить Тамару, которая не хочет идти на юбилей бывшей свекрови. |
| 9 (69)  | 06.08.2012 | Эдик хочет устроить для Лизы романтический вечер в шикарном президентском люксе. Но во время подготовки он встретил много своих «бывших», и проблем теперь не избежать. Мама Севы устраивает своему сыну смотрины, и ему удаётся их пережить только благодаря советам Эдика. У Паши проблемы на работе и он много нервничает. Снежана же убеждает Олесю, что все это из-за нехватки секса…                                                                     |
| 10 (70) | 07.08.2012 | Паше жутко надоел его сосед с перфоратором, и он решает покончить с шумом раз и навсегда, используя свой режиссёрский опыт. Сева с Эдиком пытаются выяснить, кто из них главный. Заканчивается все разделом имущества магазина. Паша пытается помирить друзей, собрав их во «дворе их детства». |
| 11 (71) | 08.08.2012 | Даша рассказывает Севе про нового ухажера Тамары. Сева пытается поднять свой авторитет в глазах дочери и обещает раздобыть билеты в Большой театр. Эдик случайно становится «отцом» Лизы в глазах её нового поклонника Арсена. Удачно воспользовавшись новыми «родственными связями», он сильно помогает Севе. Олеся втягивает Пашу в соперничество с семьей Ковалёвых. Паша вынужден играть по правилам Олеси, чтобы не огорчать беременную жену.             |
| 12 (72) | 09.08.2012 | У Эдика появился новый сосед, оказывается, что это новая модель для съёмки. Эдика не устраивает то, что по его квартире ходят всякие мужчины. Олесе очень скучно, поэтому она постоянно достает Пашу и даже в ванной хочет быть с ним рядом. Тамара собирается выходить замуж за своего ухажера, что очень сильно не устраивает Севу. Он решает познакомиться поближе с этим парнем.                                                                           |
| 13 (73) | 09.08.2012 | Соседка Эдика собирается переезжать, он очень недоволен, ведь его план терпит фиаско. Олеся ложится на обследование в больницу на пару дней. Снежана посоветовала ей следить за Пашей с помощью мобильного телефона. В школе нужно написать сценарий, и авторами вызываются Сева и Тамара, которые будут соперничать друг с другом. |
| 14 (74) | 13.08.2012 | Олеся устроила Паше проверки, за сколько он сможет собраться и доехать с ней до роддома. К Севе забирается какой-то «вор» и он вырубает его утюгом. Оказывается, что это хозяин квартиры. У Эдика и Лизы настоящая семейная идиллия. Севу тем временем отправляют в полицию за хулиганство. |
| 15 (75) | 14.08.2012 | Паше удаётся прочувствовать все прелести беременности с помощью специального тренажёра. Эдик старается избегать Лизу. Он думает, что Лиза хочет поговорить с ним о женитьбе. Между тем Лиза уверена, что о браке хочет поговорить Эдик. Сева решает заработать больше денег, и переводит магазин на круглосуточный режим работы. Он уверен, что ради дела сможет вообще не спать.                                                                              |
| 16 (76) | 15.08.2012 | Паша, Эдик и Сева объединяются в мужскую компанию в стриптиз-клубе. Они обижены на своих женщин. Олеся, Тамара, Снежана и Лиза объединяются в женскую компанию дома у Тамары. Они обижены на своих мужчин. И те и другие пытаются разобраться, кто прав. |
| 17 (77) | 16.08.2012 | Паша организовывает корпоратив по случаю праздника 8 марта. Но это мероприятие внезапно посещает Олеся. И достаётся всем! Эдик тоже подготовился к празднику. На 8 марта он устраивает Лизе романтическое приключение, но оно вынуждено прекратиться из-за появления старого знакомого Лизы — Грека. Сева и Тамара пытаются вести себя как старые друзья, но былые чувства не дают им это сделать.                                                             |
| 18 (78) | 20.08.2012 | Эдик и Грек начинают борьбу за руку и сердце Лизы. Сева и Паша создают группу поддержки Эдику. Соперники так увлекаются борьбой, что не задумываются, кого из них выберет сама Лиза. |
| 19 (79) | 21.08.2012 | Между Греком и Эдиком возникает борьба за сердце Лизы, они в течение дня названивают ей и шлют СМС-ки. Позже каждый решает, что пора наведаться к ней домой, где они оба и встречаются. У Олеси начинается период гнездования, она постоянно следит за чистотой в доме. Далее это перерастает в движение мебели, а также в полноценный ремонт квартиры. |
| 20 (80) | 22.08.2012 | Борьба между мужчинами продолжается, теперь они решают переходить к более решительным мерам. Эдику в голову пришёл грандиозный план с шарами, но все пошло не так как ожидалось, в итоге сюрприз получился для Тамары от Севы. Олеся начинает рожать, из-за этого срывается корпоратив, который организовывал Паша. Лиза передумывает лететь в Грецию. |

### Сезон 5
| № серии  | Премьера   | Описание серии |
| -------- | ---------- | --- |
| 1 (81)   | 04.02.2013 | Оказывается, Лиза не уехала в Грецию не из-за Эдика, в результате тот решает вернуть холостяцкую жизнь и ведёт друзей в стрип-клуб праздновать рождение сына Паши. Сева и Тамара снова вместе, но тщательно скрывают это ото всех. |
| 2 (82)   | 05.02.2013 | Тамара идёт вверх по своей журналистской карьере, и ей предлагают переехать в Лондон. Согласны ли на это Сева и Даша? А Паша с Олесей, тренируясь на кукле, пытаются научиться обращаться с ребёнком. Эдик собирается сделать предложение Лизе, но ту одолевает приступ патологической ревности. |
| 3 (83)   | 06.02.2013 | Паша, делая вид, что сидит с ребёнком, пытается увильнуть от работы. Эдик знакомится с родителями Лизы, а Сева узнаёт, что Тамара беременна. |
| 4 (84)   | 07.02.2013 | Паша берёт на себя организацию свадьбы Эдика и Лизы. Однако, вскоре он замечает, что друзья по какой-то неизвестной причине начали его избегать. Эдик не решается сообщить Паше, что они с Лизой хотят организовать свою свадьбу сами. Сева привозит к Тамаре часы, подаренные психологом Тамарой Ивановной. Часы мешают Тамаре спать, да и вдобавок напоминают ей о бывшей любовнице её мужа…                                                 |
| 5 (85)   | 11.02.2013 | Свадьба Эдика и Лизы выпадает на один день со свадьбой Тамары и Севы. Женихи этому очень обрадовались, а вот невесты крайне недовольны. Кому-то из сестер нужно уступить. У Паши начались сложности со сном и с работой и все из-за того, что Олеся укладывает Димку спать вместе с ними в постели. |
| 6 (86)   | 12.02.2013 | Друзья учат Лизу и Эдика счастливой семейной жизни. Паша решил сделать фотоальбом первых недель Димки, но важный футбольный матч перестроил все его планы. А Сева и Тамара решили отныне говорить друг другу только правду… |
| 7 (87)   | 13.02.2013 | Эдик и Сева случайно узнают, что Тамара с Лизой обсуждают их секреты. Они решили проучить своих жен и начали подкидывать им «нужные» секреты. Олеся и Паша ищут няню для Димки и в итоге нанимают Машу, за которую поручился Босс. |
| 8 (88)   | 14.02.2013 | Сева хочет произвести впечатление на богатого отца Дашиного приятеля. Эдик подыгрывает Севе. Эдику не нравится, что Лиза всё время его поучает. Он ищет способ доминировать над ней. Для обследования Димки Олеся используют знакомство своего папы с врачом. А Паша использует это знакомство ещё и в своих целях. |
| 9 (89)   | 18.02.2013 | Эдик собирается провести мальчишник с Севой и Пашей, но случайно оказывается в женском обществе. Удастся ли Эдику устоять перед искушением? Сева и Паша хотят устроить Эдику сюрприз, однако новое знакомство Эдика становится сюрпризом для них самих. К Лизе на девичник приходят Тамара, Олеся и Снежана, а также незваный гость из прошлого. Эдик и Лиза понимают, что не готовы к свадьбе, но, благодаря друзьям, все же вступают в брак. |
| 10 (90)  | 19.02.2013 | Эдик и Лиза порываются рассказать всем правду на свадебном банкете, но им никто не верит. Сева пытается наладить отношения с отцом Тамары. Паше и Олесе на свадьбу привозят Димку, теперь кто-то должен с ним сидеть. Паша совмещает приятное с полезным. |
| 11 (91)  | 20.02.2013 | Эдик, в депрессии, ходит по барам и рассказывает незнакомым девушкам об измене Лизы, получая в ответ не только сочувствие. К Севе и Тамаре переезжают Лиза и мама Севы: теперь всем надо разместиться и ужиться. Перед Пашей стоит задача: вернуть в семейный бюджет деньги, подаренные Эдику и Лизе на «фальшивую» свадьбу. |
| 12 (92)  | 21.02.2013 | Сева и Тамара мечтают провести вдвоём хотя бы один вечер. Паша теряет работу. Чтобы прокормить семью, он ищет новый источник дохода и случайно попадает на телевидение. Эдик выгоняет Лизу из дома и отвергает её попытки помириться. |
| 13 (93)  | 25.02.2013 | Паша впервые выходит в эфир в качестве соведущего Татьяны и терпит провал — полный, но не окончательный. Эдик пытается понять, почему Лиза не хочет с ним разводиться. А сам он «разводится» на дружеский совет Севы. Сева никак не может посмотреть эфир Паши и вынужден ему врать. |
| 14 (94)  | 26.02.2013 | Друзья всей компанией выезжают на природу. Паша рассчитывает на удачную рыбалку, но сталкивается с неожиданными сложностями и незваными гостями. Хорошо, что друзья вовремя приходят на помощь! Эдик рассчитывает приятно провести время с бывшей девушкой и этим досадить Лизе. Сева с Тамарой идут в лес за дровами, но заходят «слишком далеко», благодаря чему спасают Эдика.                                                              |
| 15 (95)  | 27.02.2013 | Олеся решила развивать Димку по новым методикам для усвоения им различных языков. Эдик знакомится с Леной, которая вместо того, чтобы пойти с ним на свидание, превращает его квартиру в приют для бездомных кошек. Сева и Тамара пытаются помочь Даше заполучить партнёра и роль королевы на выпускном балу. |
| 16 (96)  | 28.02.2013 | Паша из-за своей звёздной болезни рискует потерять друзей. Эдик соглашается позировать Лизе для фотографии в стиле «поп-арт». А Сева делает себе интимную стрижку. |
| 17 (97)  | 04.03.2013 | У Севы есть хомяк с помощью которого он выигрывает деньги, ставя их на матчи, но хомяк умирает и Севе надо выкручиваться, и он для этого собирает результаты с других животных. Паша «наслаждается отдыхом» на даче. Эдик хочет сделать своей девушке, тренеру по плаванию, кое-что особенное и для этого много тренируется и в самый последний момент ошибается.                                                                              |
| 18 (98)  | 05.03.2013 | У мамы Севы подозрительно долго делают ремонт. Лиза познакомилась с парнем по имени Гарик, и Эдику это жутко не нравится. Отец Лизы уличил Эдика в измене. А Олеся и Паша пытаются отучить Димку от рук. |
| 19 (99)  | 06.03.2013 | Олеся подарила Паше рубашку, но коллегам Паши она не понравилась. Эдик решил устроить себе день отдыха. В школе у Даши учительница попросила раковину у Севы и после этого начались махинации с этой раковиной. |
| 20 (100) | 11.03.2013 | Сева и Тамара очень хотят мальчика и многое для этого делают. Эдик и Лиза развелись. У Эдика депрессия из-за того, что его мнение никого не интересует. У Олеси тоже началась депрессия, потому что она запустила себя после свадьбы с Пашей. Паша не взял с собой Олесю на церемонию, и она на него обиделась. Паше мерещится, что его соблазняет его соведущая.                                                                              |

### Сезон 6
| № серии  | Премьера   | Описание серии |
| -------- | ---------- | --- |
| 1 (101)  | 12.03.2013 | Сева и Тамара пытаются убедить Дашу «завести» младшего братика. На помощь им приходит папа Олеси. Паша вступает в битву с Татьяной за право ехать на стажировку в Лондон. А на войне, как известно, все средства хороши. Эдик принимает нежданных гостей и получает от родного отца внимание, недополученное им в детстве, а также новую «маму» и сестрёнку.                                                           |
| 2 (102)  | 13.03.2013 | Сева и Тамара готовятся вторично вступить в брак. По совету друзей Сева выбирает себе персональный подарок на свадьбу. Вернувшись из Лондона, Паша обнаруживает дома новую няню Димки… Снежану! Крайне недовольный Паша решает принять срочные меры. Эдик скрывает от всех свои отношения с таинственным «Пупсиком». Друзья строят догадки. Правда оказывается для них сюрпризом! Это Тамара Ивановна!                 |
| 3 (103)  | 14.03.2013 | У Паши новый начальник — Татьяна. По её заданию он должен придумать новое рейтинговое шоу. Сева и Эдик пытаются наладить отношения между двумя Тамарами и в итоге узнают много нового о психологии. |
| 4 (104)  | 18.03.2013 | Сева и Тамара открывают для себя виртуальный секс. Паша скрывает от Олеси, что снова начал курить. Олеся пытается отучить его от сигарет и вранья. Эдик ловит на воровстве мальчика-сироту Ваню. Пытаясь «обезвредить» юного мошенника, Эдик невольно берёт на себя ответственность за него. |
| 5 (105)  | 19.03.2013 | Сева ищет способ объяснить Даше, что такое «оргазм», избегая ложных толкований и ненужных подробностей. Вращаясь в кинематографических кругах, Паша старается подтянуть Олесю до «правильного» культурного уровня. Но в итоге вынужден признать, что и сам до него не дотягивает. Эдик влюбляется… в автоответчик! Он прилагает все усилия, чтобы встретиться с обладательницей голоса, не задумываясь о последствиях. |
| 6 (106)  | 20.03.2013 | Паша ищет новую ведущую прогноза погоды и объявляет кастинг. В число кандидаток хочет попасть Олеся. Пользуясь протекцией Севы, на телевидение хочет устроиться и Тамара. Эдик активно помогает Паше отбирать девушек — правда, в своих целях. А Эдику «отбирать девушек» помогает Ваня. |
| 7 (107)  | 21.03.2013 | Сева узнаёт о романе своей мамы с учителем физики. Он недоволен её выбором «бойфренда» — ведь когда-то в школе тот поставил Севе тройку. Паша узнаёт, что у него проблемы с сердцем. По рекомендации врача он начинает вести здоровый образ жизни, но очень быстро устаёт от этого. Эдик внезапно узнаёт, что у него есть сын. Он пытается разобраться в себе, а в итоге «разбирается» с мамашей ребёнка.              |
| 8 (108)  | 25.03.2013 | Паша и Сева обсуждают, как эффективнее всего манипулировать женщинами. Олеся и Тамара поддерживают мужей, наглядно демонстрируя, кто на самом деле главный в семье. Эдик всерьёз готовится стать отцом, но в результате становится объектом манипуляций… со стороны Вани. |
| 9 (109)  | 26.03.2013 | Паша «помогает» продюсеру дегустировать подарки ко дню рождения. В итоге празднование постепенно перерастает в запой… Сева хочет снять хоум-видео про себя и Тамару. Пользуясь советами и фильмотекой Эдика, он открывает в себе настоящий режиссёрский талант. В знак окончательного прощания с «вольной» жизнью Эдик решает избавиться от коллекции порно…                                                           |
| 10 (110) | 27.03.2013 | Сева берёт недельный отпуск и надеется отдохнуть дома. Но его то и дело посещают непутёвые «сотрудники», а также мысли о них. Эдик и папа Олеси хозяйничают в магазине — и не только по части сантехники. Паша задумывается о пластической операции. Олеся принимает экстренные меры, чтобы его переубедить. |
| 11 (111) | 28.03.2013 | Паша спорит с Эдиком, что сможет поцеловать Татьяну. Но та в свою очередь тоже заключает пари на Пашу… Эдик изобретает новый метод обольщения девушек: он собирается давать уроки игры на гитаре. Сева и Тамара делают подарок маме Севы, но при этом они вынуждены скрывать его стоимость, а это оказывается не так-то просто…                                                                                        |
| 12 (112) | 01.04.2013 | Паша запрещает Олесе общаться со Снежаной, но неожиданно ему самому приходится налаживать с ней контакт. Эдик берёт Ваню к себе на каникулы и знакомит его с Дашей. Завязавшаяся дружба одинаково радует детей и их отцов, а вот Тамару — наоборот. Сева пытается добиться «мирного урегулирования». |
| 13 (113) | 02.04.2013 | Паша внезапно узнаёт об истоках своей фамилии и начинает проявлять замашки настоящего дворянина. Эдик расстроен грядущей продажей его съёмной квартиры. Чтобы отстоять своё жилище, он принимает «активное участие» в сделках с покупателями. Сева получает долгожданное известие о беременности Тамары, но начинает опасаться, что этот подарок обойдётся ему слишком дорого.                                         |
| 14 (114) | 03.04.2013 | Сева ищет достойный способ выразить свою благодарность любимой женщине. Паша неожиданно принимает предложение сняться в рекламе. Размер гонорара становится для него ещё большей неожиданностью. Эдик занимается сбором документов для усыновления. Чтобы получить справку из налоговой, ему приходится применить изобретательность.                                                                                   |
| 15 (115) | 04.04.2013 | Паша получает шокирующее поручение… убить Татьяну. Но вскоре из потенциального киллера Паша превращается в потенциальную жертву. Сева и Эдик соревнуются в боксе на игровой приставке. Проигравший Эдик жаждет реванша на настоящем ринге. |
| 16 (116) | 08.04.2013 | Сева в вопросе воспитания Даши вынужден примерить на себя роль «плохого полицейского». Паша пытается уговорить продюсера не делать Снежане дорогостоящие подарки, оберегая его кошелёк и собственное спокойствие. Эдик собирается достойно закрыть свой «донжуанский» список. Друзья советуют ему сделать тысячной женщине особый подарок.                                                                             |
| 17 (117) | 08.04.2013 | Паша хочет отпраздновать юбилей отца, и для этого он вынужден бороться с его природной скромностью. Эдик и Ваня озабочены проблемой «вкусного и здорового» питания. Сева и Тамара принимают у себя старого друга, который страдает лунатизмом. |
| 18 (118) | 09.04.2013 | Паша предлагает Олесе распределить домашние дела посредством жеребьёвки, но в итоге постоянно проигрывает. Эдик и его папа пытаются на собственном примере продемонстрировать Ване «идеальные» отношения отцов и детей. Сева и Тамара придумывают очередной способ разнообразить сексуальную жизнь. |
| 19 (119) | 10.04.2013 | Сева, Паша и Эдик отправляются в свой излюбленный спортивный клуб. В это время Тамара, Олеся, Лиза и Снежана устраивают дома небольшой девичник. Мужская и женская компании вспоминают интересные моменты из прошлого. |
| 20 (120) | 11.04.2013 | По секрету друг от друга Сева и Тамара узнают пол будущего ребёнка. Теперь Сева готовится к рождению мальчика, а Тамара — девочки… Пашу пугает предложение Олеси родить дочку. Он хочет «отвлечь» жену при помощи интересной работы. В честь усыновления Эдик хочет сделать Ване особенный подарок… Мечта Вани сбывается. Тамара и Сева узнают, что у них будет тройня.                                                |

### Сезон 7
| № серии  | Премьера   | Описание серии |
| -------- | ---------- | --- |
| 1 (121)  | 13.10.2014 | Эдик записывает Ваню на всевозможные секции, чтобы было время на развлечения со своими подружками. Но в итоге сильно попадает в неловкую ситуацию. Олеся считает, что Паша её больше не хочет и у пары возникает ссора. Сева беспокоится за беременную Тамару и готовит для неё полезный подарок.          |
| 2 (122)  | 14.10.2014 | Эдик не хочет вырастить из Вани себе подобного и берётся за его воспитание. А начинать-то надо с себя! Сева предугадывает желания Тамары и объясняет это появлением сверхспособностей. Пашу начинает сильно бесить Олеся и он готов её ударить. Сделает ли он это?                                         |
| 3 (123)  | 15.10.2014 | Эдик узнает, что у Вани очень высокий IQ и хвастается заместителю директора, что сын пошел в отца. Это очень заинтерисовывает девушку. Сева по ошибке покупает партию мини-унитазов и пытается их слить. Олеся выходит на работу стюардессой. Паша летит с ней и устраиват драку в самолёте.               |
| 4 (124)  | 16.10.2014 | Паша загремел за решётку на 15 суток за драку. Олеся хочет ему позвонить, но Снежана её отговаривает. Сева везде контролирует Тому и её начинает это раздражать. Жена высказывает ему все, что накипело. Эдик предлагает друзьям решение всех проблем… лететь в Таиланд на неделю!                         |
| 5 (125)  | 20.10.2014 | Сева, Паша и Эдик прилетают в Таиланд. Эдик и Паша становятся свидетелями похищения Вани и обращаются в полицию. Те посылают ребят к русским бандитам, которые могут помочь. Сева долго не может вскрыть свой навороченный чемодан. Когда же это удается, Севу поражает состояние шока. Что же в чемодане? |
| 6 (126)  | 21.10.2014 | Паша пускается во все тяжкие и начинает флиртовать с девушками. Эдик и Сева беспокоятся за друга и пытаются не допустить, чтобы Паша изменил Олесе. На помощь приходят тайские девушки. Эдик узнает, что Ваня не умеет плавать и пытается научить сына.                                                    |
| 7 (127)  | 22.10.2014 | Эдик ради симпатичной незнакомки становится буддистом. А Сева, Паша и Ваня окажутся на необитаемом острове и это будет покруче, чем в шоу «Последний герой», ведь всё по-настоящему. |
| 8 (128)  | 23.10.2014 | Эдик не хочет расставаться со своей новой спутницей, считая, что она его судьба. Паше предлагают провести корпоратив в честь Дня Рождения одного из отдыхающих. Паша даже не подозревает, кого. |
| 9 (129)  | 27.10.2014 | Паша и Олеся пробуют начать все сначала, но не так, как раньше. Они должны постоянно удивлять друг друга. Эдик соревнуется с Юлей во всем и совсем не выигрывает. А у Севы дома стоит жуткий запах. |
| 10 (130) | 28.10.2014 | К Паше неожиданно приезжает его давний приятель и он ему совсем не рад. Сева штрафует Эдика и отца Олеси за прогулы и прочее нарушение на основании нового договора. Им это быстро надоедает. |
| 11 (131) | 29.10.2014 | Эдик старается наставить Ваню на путь истинный, а-то парень получает одни двойки. Ради этого он даже пытается восстановиться в институт. Паша и Олеся меняются местами. Сева переживает, что дочка закончит год на отлично и ему придётся купить ей обещанный подарок.                                     |
| 12 (132) | 30.10.2014 | Сева обеспокоен доходами и расходами своей семьи. Олеся хочет отпраздновать бумажную свадьбу. Паша говорит, что против, но сам готовит Олесе сюрприз. Эдик узнает, что Юля замужем. |
| 13 (133) | 05.11.2014 | Эдик вступает в общество анонимных сексоголиков. Сева выбирает имя сыну. А Паша снимается в рекламе детского питания вместе с Димкой. |
| 14 (134) | 06.11.2014 | Сева узнает, что его соседка — одинокая бабушка, и решает ухаживать за ней, чтобы унаследовать квартиру. Эдик ищет себе хобби, способное заменить секс. Паша вынужден пригласить в эфир своего водителя.                                                                                                   |
| 15 (135) | 10.11.2014 | Друзей призывают на плановые сборы в армию. Севу назначают командиром отделения, Паша заступает в наряд по приведению в порядок полевой кухни, а Эдик попадает в санчасть. |
| 16 (136) | 11.11.2014 | Паша узнаёт секрет Семёна Владиленовича, но обещает молчать… за небольшую плату. Сева становится жертвой вымогателей. На курсах сексоголиков Эдик встречает Татьяну — начальницу Паши. |
| 17 (137) | 11.11.2014 | Олеся собирается разыграть Пашу с помощью телепередачи, но тот каждый раз все портит. Эдик и Татьяна скрывают свои отношения. Сева достаёт Тамару народными приметами. |
| 18 (138) | 12.11.2014 | Паше приходится быть ведущим на свадьбе своего шефа. Готовясь к рождению малышей, Сева и Тамара меньше общаются с Дашей, и она придумывает план, как вернуть внимание родителей. На курсах сексоголиков Эдик получает задание найти постоянного сексуального партнера.                                     |
| 19 (139) | 13.11.2014 | Сева флиртует с подругой Тамары, чем вызывает ревность своей супруги. Паша ревнует Олесю к её коллеге. Чтобы помочь Паше проследить за Олесей, Эдику приходится притвориться… геем. |
| 20 (140) | 13.11.2014 | Паша подозревает Олесю в измене и собирается подать на развод. Из-за постоянного стресса в ожидании родов Сева падает в обморок. Эдик рассказывает друзьям, что и Лиза, и Татьяна предложили ему быть вместе. Паша и Сева начинают следить за Эдиком, чтобы узнать, кого же он выбрал.                     |

### Сезон 8
| № серии  | Премьера   | Описание серии |
| -------- | ---------- | --- |
| 1 (141)  | 29.02.2016 | Эдик готовит Лизе сюрприз на годовщину их свадьбы. Сева, невольно проспав выписку Тамары из роддома, всеми силами пытается исправить положение. Олеся находит подписанные Пашей документы на развод.                                                                              |
| 2 (142)  | 29.02.2016 | Эдик с головой уходит в отношения с Лизой, совершенно забыв о работе. Паше предстоит растопить лёд в сердце Олеси. Чтобы помочь Тамаре, Сева находит оригинальный способ кормления детей.                                                                                         |
| 3 (143)  | 01.03.2016 | Паша и Олеся переезжают жить на дачу. Сева собирается продать свою долю в магазине сантехники втайне от Эдика. Эдик собирается сделать то же самое. |
| 4 (144)  | 01.03.2016 | Паша, не подозревая о том, что вместо сахарозаменителя использовал таблетки для повышения потенции, попадает в щекотливую ситуацию. Эдик возобновляет общение с Татьяной. Сева и Эдик борются за роль директора магазина.                                                         |
| 5 (145)  | 02.03.2016 | Сева первый раз остаётся с тройняшками, и без казусов, конечно же, не обходится. Паша недоволен новой работой Олеси. Эдик пытается доказать Лизе, что между ним и Татьяной только дружеские отношения.                                                                            |
| 6 (146)  | 02.03.2016 | Чтобы сбыть крупную партию товара, Сева устраивает настоящий «цирк» с подменой директора магазина. Паша придумывает новое занятие для безработной супруги. Эдик увольняется из магазина сантехники.                                                                               |
| 7 (147)  | 03.03.2016 | Сэкономив на покупке транспортного средства для новорождённых, Сева вспоминает поговорку «Скупой платит дважды». Чтобы быстро пройти плановый осмотр с Димкой, Паше приходится пойти на хитрость. Эдик приобретает студию звукозаписи, но пока новый бизнес приносит лишь убытки. |
| 8 (148)  | 03.03.2016 | Паша узнаёт, что в городе работает его двойник, и подаёт на него заявление в полицию. Сева находит себе работу в музее. Эдик и Лиза пытаются найти Татьяне достойную пару. |
| 9 (149)  | 09.03.2016 | Паша едет порыбачить с папой Олеси, утаивая от тестя то, что рыбалка платная. Став жертвой коварного замысла Татьяны, Эдик расстаётся с Лизой. Перед Севой стоит задача создать рекламный интернет-ролик магазина сантехники.                                                     |
| 10 (150) | 09.03.2016 | Паша и Олеся готовят друг другу сюрпризы на годовщину знакомства. Сева попадает в ДТП. Эдик пытается наладить отношения с Лизой, и на помощь ему приходит Ваня. |
| 11 (151) | 10.03.2016 | Эдик, Паша и Лиза придумывают план мести Татьяне. Сева, как многодетный отец, рассчитывает получить в собственность участок земли. |
| 12 (152) | 10.03.2016 | Чтобы отблагодарить Олега Эдуардовича за спасение жизни, Паша намерен отплатить ему тем же. Сева становится кандидатом в депутаты Московской Областной Думы, а Эдик пытается найти общий язык с друзьями Вани.                                                                    |
| 13 (153) | 14.03.2016 | Паша, побеседовав с сексологом, решает разнообразить свою личную жизнь с Олесей. Эдик занят озвучиванием… порнофильма, чему не очень рада Лиза, а Тамара не может смириться с тем, что и она, и Сева теперь обязаны выглядеть модно.                                              |
| 14 (154) | 14.03.2016 | Севу неожиданно снимают с выборов, но несмотря на это, ему приходится выполнить своё обещание. Димка начинает рисовать на обоях, и Олеся хочет извлечь из этого выгоду, а между Эдиком и Лизой начинается настоящая «холодная война».                                             |
| 15 (155) | 15.03.2016 | Сева занят предвыборными дебатами, Олеся учит Пашу контролировать свою речь и при этом неплохо зарабатывает, а Эдик заставляет Ваню читать рассказ «Капитанская дочка». |
| 16 (156) | 15.03.2016 | У Паши ухудшилось зрение, но он ни в какую не хочет надевать очки. Эдик посмотрел последнюю серию любимого сериала Лизы один, и теперь ему приходится выкручиваться, а Сева становится спонсором.                                                                                 |
| 17 (157) | 16.03.2016 | Паша хочет создать эксклюзивный выпуск своей программы и приглашает в студию Севу, но Сева по «уважительной» причине опаздывает к началу передачи. Теперь Эдик помогает Севе организовать своё похищение.                                                                         |
| 18 (158) | 16.03.2016 | У Севы день рождения. Для празднования он снимает загородный дом, но этот дом оказывается проклятым… |
| 19 (159) | 17.03.2016 | Сева занят сочинением речи для теледебатов, Паша не хочет ехать на дачу и ему приходится симулировать, а Эдик сталкивается с очень «шумными» соседями. |
| 20 (160) | 17.03.2016 | Олеся, Тамара и Лиза дают волю своим фантазиям, чем в свою очередь заняты и их мужчины. Сева с нетерпением ждёт результатов голосования, но несмотря на все свои старания проигрывает выборы. А Эдик предлагает Лизе завести ребёнка.                                             |

### Сезон 9
| № серии  | Премьера   | Описание серии |
| -------- | ---------- | --- |
| 1 (161)  | 10.10.2016 | Друзья встречают своего старого школьного друга Романа, который вернулся из Америки. Рома предлагает парням сорвать большой куш и поучаствовать в «очень выгодном деле». Эдик и Лиза решаются пройти обследование — уже год они пытаются завести ребёнка. Паша и Олеся решают подать заявление на развод.                            |
| 2 (162)  | 10.10.2016 | Сева и Рома осматривают помещение для будущего автосервиса. Паша становится совладельцем СТО вместе с Ромой. Эдик полностью посвящает себя семье и решается на лечение, но скрывает это от Лизы. Тамара начинает присматривать новую квартиру.                                                                                       |
| 3 (163)  | 11.10.2016 | Сева, Паша и Рома открывают СТО. Эдик начинает ревновать друзей к Роме, так как они всё больше проводят времени с ним. Паша быстро разочаровывается в роли хозяина автосервиса. Он пытается вернуться в мир шоу-бизнеса и стать ведущим утренней программы.                                                                          |
| 4 (164)  | 12.10.2016 | Эдику назначают весьма неприятную процедуру лечения, он старается найти альтернативные методы. Паша пытается договориться с Олесей, чтобы проводить больше времени с ребёнком. Роме приходит в голову идея, как привлечь новых клиентов в автосервис.                                                                                |
| 5 (165)  | 13.10.2016 | Роман предлагает друзьям легко, быстро и не совсем честно заработать денег, но согласны далеко не все. Тамара хочет отдать тройняшек в элитный детский сад, теперь у Севы «новая-старая» проблема — где взять деньги. Паша решается сняться в кино, а Эдик и Рома записывают песню.                                                  |
| 6 (166)  | 17.10.2016 | Эдик лечится таблетками, которые предложил Рома, но у них есть интересный побочный эффект. Родители Паши и Олеси ничего не знают о разводе, они верят, что в семье царит идиллия, пока однажды не приезжает мама Паши. Сева и Рома пытаются выяснить, кто из них главный хозяин СТО.                                                 |
| 7 (167)  | 18.10.2016 | Друзья решают, что их бизнесу нужна мощная реклама, но у каждого свои представления, как она должна выглядеть. Сева хочет, чтобы в ролике были красивые девушки, Паша предлагает снять что-то смешное с Эдиком в главной роли, а Рома уверен, что лучшая реклама — это скидки и акции.                                               |
| 8 (168)  | 19.10.2016 | Паша поссорился с мамой и решил пожить в сервисе, но обнаруживает там своего друга Рому. Парни решают скрыть от Севы и Эдика своё положение, но в результате попадают в щекотливую ситуацию. Тамара отправляется в командировку и просит Лизу и Эдика присмотреть за детьми.                                                         |
| 9 (169)  | 20.10.2016 | Сева и Рома пытаются спасти кошку, но приходится спасать их самих. Паша пытается устроить сына в детский сад, но заведующая просит выполнить его одну деликатную просьбу. Эдик и Лиза придумывают имя для будущего ребёнка. |
| 10 (170) | 24.10.2016 | Клиент автосервиса жалуется, что в его машине оказался бюстгальтер, и почти разрушил его брак. Разгневанный мужчина уезжает, не расплатившись. Сева, Паша, Рома и даже Эдик пытаются вспомнить, что же было в выходные и кто теперь заплатит за ремонт.                                                                              |
| 11 (171) | 25.10.2016 | Лечение Эдика не приносит результатов, доктор предлагает новое решение проблемы. Сева решает увеличить прибыль автосервиса: он ставит вендинговый автомат и пытается перехитрить чудо-машину. Паша считает, что Олеся настраивает ребёнка против него и хочет отплатить ей тем же.                                                   |
| 12 (172) | 26.10.2016 | Эдик переживает, что Лиза попытается завести ребёнка от другого мужчины. Рома и Сева придумывают новый способ утилизации старых покрышек. Олеся, поругавшись с Пашей из-за денег, принимает решение выйти на работу, но эта затея ей не по душе.                                                                                     |
| 13 (173) | 27.10.2016 | Тамара недолюбливает Рому, поэтому Сева изо всех сил старается их примирить. После бурной вечеринки Эдик охрип, и теперь, благодаря своему новому брутальному голосу, он получает очень выгодное предложение. Паша понимает, что кроме Олеси ему никто не нужен, бывшие супруги заключают взаимовыгодное соглашение.                 |
| 14 (174) | 31.10.2016 | Автосервис приносит первую прибыль. Сева, Рома и Паша решают, как её распределить, но каждый из парней думает, что достоин большего. Лечащий врач предлагает Эдику и Лизе суррогатное материнство, но цена слишком высока. Эдик решает продать студию.                                                                               |
| 15 (175) | 01.11.2016 | Эдик хочет сэкономить на обслуживании своего автомобиля и отправляется в автосервис к друзьям. Сева против такого расточительства, но не может отказать другу, поэтому решается пойти на компромисс. У Паши радостный день — день дружеского секса с Олесей, но даже в этом деле ему не везёт.                                       |
| 16 (176) | 02.11.2016 | Сева, Паша, Рома, Эдик и Тамара отправляются на встречу выпускников. Тамара и Сева решают завершить «дело» начатое почти 25 лет назад. Эдик и Рома начинают искать одноклассника, чтобы перед ним извиниться. А Паша встречает свою первую школьную любовь.                                                                          |
| 17 (177) | 03.11.2016 | Паша ревнует Олесю и думает, что у неё кто-то есть. Он подкладывает ей рацию, и сам попадает в глупое положение. Эдик, Лиза и Галя — суррогатная мама — ждут ребёнка. Сева и Рома, воспользовавшись отъездом Тамары, устраивают вечеринку.                                                                                           |
| 18 (178) | 07.11.2016 | Эдик случайно узнаёт тайну Гали. Он пытается помочь ей выпутаться из сложившейся ситуации и оградить Лизу от неприятной правды. Олеся просит Пашу принести справку о проживающих в квартире. Паша подходит к делу очень серьёзно, в итоге всё превращается в настоящую эпопею.                                                       |
| 19 (179) | 08.11.2016 | У Паши день рождения, но праздник совсем не приносит удовольствия — никто не приготовит ему фирменный салат. А ради салатика Паша готов на всё, даже выброситься из окна. Эдик и Лиза знакомятся с родителями Гали, которые видят в Эдике своего будущего зятя.                                                                      |
| 20 (180) | 09.11.2016 | Эдик оказывается в двоякой ситуации. Две женщины под одной крышей: любимая жена и мать будущего ребёнка, как понять, чьи интересы важнее? Паша и Олеся делят имущество и готовятся к судебному процессу. Сева при помощи Тамары выигрывает конкурс «Идеальный мужчина», но у него внезапно возникают трудности с уголовным кодексом. |

### Сезон 10
| № серии  | Премьера   | Описание серии |
| -------- | ---------- | --- |
| 1 (181)  | 08.01.2018 | Сева попадает в камеру к уголовникам, и они принимают его за криминального авторитета Севу Барана. Друзья придумывают способы вытащить его. Олеся настаивает на том, что развод укрепит их с Пашей чувства, но тот делает всё, чтобы развод не состоялся. Лиза ложится на сохранение. Лера просит Рому не афишировать их роман. |
| 2 (182)  | 08.01.2018 | Севу сажают под домашний арест. В автосервисе снимают кино, Паше и Роме предлагают сниматься. Эдик пытается прорваться к Лизе в палату, но неожиданно попадает на роды посторонней женщины вместо её мужа. |
| 3 (183)  | 08.01.2018 | Сева, находящийся под домашним арестом, посылает в автосервbc Тамару. Неожиданно туда с проверкой приходит ОБЭП. Тамаре и Севе приходится срочно искать способы связываться друг с другом для передачт секретной информации. Лиза, пока она находится в больнице, просит Эдика установить в квартире видеонаблюдение. Олеся вынуждена отказаться от мвслей о гостевом браке с Пашей. Рома и Лера официально объявляют, что они встречаются.       |
| 4 (184)  | 08.01.2018 | Севу выпустили на свободу. Эдик и Лиза пытаются прикрыть Галино отсутствие перед участковым, периодически появляющимся с проверкой. Рома решает заняться торговлей розами и, как всегда, подставляет Севу перед Тамарой, а Пашу перед Олесей. |
| 5 (185)  | 08.01.2018 | У друзей появляется возможность продать автосервис. Они взвешивают все "за" и "против", мнения разделяются. Эдик знакомится с рок-музыкантами и вспоминает вольную жизнь. Лиза ревнует. Олеся становится агентом Паши, который продолжает активно сниматься в сериалах и рекламе. |
| 6 (186)  | 08.01.2018 | У Лизы день рождения, Эдик занимается сюрпризами. К Роме пришли бандиты с требованием отдать долги, Роме предстоит найти способ рассчитаться с кредиторами, не подставив компаньонов. Олеся продолжает подыскивать Паше варианты для съёмок. Тамара узнаёт от Ромы, что Сева может, но не хочет продавать автосервис. |
| 7 (187)  | 08.01.2018 | Бандиты пугают Рому тем, что расправятся с его окружением, к тому же в их поле зрения случайно попадает Лиза. Рома охраняет Лизу, но Эдик ревнует. Рома вынужден рассказать друзьям правду. Сева выкупает Эдика у бандитов деньгами, полученными от чиновника. Разгневанная Тамара, рассчитывавшая на эти деньги, выгоняет Севу из дома. |
| 8 (188)  | 08.01.2018 | Рома пытается помирить Севу с Тамарой, но только ссорит их и сам ссорится с Лерой. Паша во время секса с Олесей срывает спину, врачи пугают его лечением различной сложности и длительности, но он излечивается сексом. Лиза просит Эдика больше уделять внимание будущему ребёнку. |
| 9 (189)  | 08.01.2018 | Рома сообщает Тамаре, что Сева опасно болен, Тамара сначала покупается и возвращает Севу домой, но потом обман раскрывается, и Сева снова вылетает из дома. Зато Роме удаётся помириться с Лерой. У Эдика заказ на рекламу: заказчик просит создать звуковой файл с детским плачем. Паша пытается заставить сына поплакать, но ребёнок плакать категорически не настроен.                                                                         |
| 10 (190) | 08.01.2018 | Олеся предлагает Паше роль в новом фильме, который снимает муж Снежаны. Но оказывается, что в фильме будет постельная сцена, в которой Паша должен быть задействован вместе ст Снежаной. Эдик обнаруживает, что за Галей ухаживает участковый. Рома приобретает эвакуатор, они с Севой осваивают новый бизнес. |
| 11 (191) | 08.01.2018 | Лерина дочь после ссоры с парнем возвращается жить домой. Рома старается помирить молодёжь. Севе присылают сообщение, что он выиграл автомобиль. Эдик предоставляет Лизе возможность устраивать клиентам фотосессии в своей студии. Паша и Олеся помогают сыну сделать экспонат для выставки. |
| 12 (192) | 08.01.2018 | Лера уезжает на семинар по косметологии, за главного в салоне остаётся Рома. Тамара с детьми уезжает на выходные отдохнуть, Севе поручено убрать квартиру. Сева обращается за помощью к Элику. Паша репетирует роль, для вживания в которую ему требуется напиться. Олеся составляет мужу компанию. |
| 13 (193) | 08.01.2018 | Эдик обещает Лизе, что никогда не будет врать. Пашин сын засунул в нос бусинку, им приходится лечь в больницу. Даша спрятала телефон одноклассника и теперь не знает, как его вернуть. Сева хочет ей помочь, для чего обращается к Эдику. Рома берёт из ремонта в личных целях полицейскую машину, в которой отсутствуют тормозные колодки. |
| 14 (194) | 08.01.2018 | Друзья поучаствовали в квесте, и им так понравилось, что они решили организовать его в своей автомастерской. |
| 15 (195) | 08.01.2018 | Паша приводит к Эдику своего приятеля, желающего заказать и записать гимн для футбольной команды своего сына. К Лере в гости приезжает институтская подруга, Лера не хочет, чтобы Рома встретился с ней и узнал подробности их совместного бурного прошлого. Тамара просит Севу помочь по хозяйству, но в планах у Севы рыбалка. |
| 16 (196) | 08.01.2018 | На побывку приезжает Ваня. Выясняется, что он встречается с девушкой гораздо старше себя. Эдик принимает меры. Рома берётся написать сценарий для Семёна Владиленовича. Паша пытается похудеть после очередного банкета. Сева и Тамара никак не обменяют старый телевизор на новый. |
| 17 (197) | 08.01.2018 | Сева выгоняет Алика и Кирилла и ищет новых механиков. Эдик, Сева и Рома разыгрывают Пашу, убеждая, что его приглашает на пробы Никита Михалков. |
| 18 (198) | 08.01.2018 | Тамара и Сева волнуются, что Тамарины родители могут отдать свою городскую квартиру Лизе. Лиза, в свою очередь, запасается контрдоводами. Она объявляет о предстоящей свадьбе. Олесин папа притащил ворованную с армейского склада тушёнку, а Паша вынужден решать проблемы, возникшие на дороге. Рома с Аликом и Кириллом обвиняются в нанесении ущерба имуществу жителей микрорайона.                                                           |
| 19 (199) | 08.01.2018 | Эдик хочет купить Лизе и Гале аквариум, но у него не хватает денег. Рома находит для него заказ в лице начинающей певицы. Поскольку Рома представляется американским продюсером, девушка пытается сделать карьеру через его постель. Но в дело вмешивается Лера. Сева находит в разобранном автомобиле клиента контрабанду. Паша и Олеся решают прекратить совместную профессиональную деятельность. Паша находит себе агента, а Олеся - артиста. |
| 20 (200) | 08.01.2018 | Лиза и Галя подбивают Эдика пройти процедуру имитации родов. Рома в очередной раз пытается помириться с Лерой. Сева и Тамара готовятся к переезду, пакуют вещи. Паше предлагают организовать в клубе выступление группы "Старые друзья". Выступление срывается, но друзья устраивают концерт прямо в своём автосервисе, для всех своих. |

## Награды
- «ТЭФИ-2011» — в номинации «Комедийный сериал»[7].

## Факты
- «Светофор» — первый ситком на СТС без закадрового смеха и с большим количеством «натурных» съёмок.
- Исполнитель роли Севы Александр Макогон специально для съёмок сериала впервые прыгнул с парашютом, в тандеме с инструктором[8].
- На роль Даши (дочери Севы и Тамары) пробовались 20 девочек[8].
- Роль Димы, новорождённого ребёнка Паши и Олеси, играет девочка Маргарита; она появляется только в крупных планах, в остальных случаях настоящего ребёнка на экране подменяет кукла[9].
- В нескольких сериях можно услышать, как по телевизору идёт отрывок из ситкома «Игрушки», а именно, песня из заставки этого сериала.
- В 1 серии, когда Эдик присылает сообщение Паше на телефон, отчётливо видна дата (28 марта 2011). В этот день состоялась премьера телесериала на СТС.
- В заключительных титрах некоторых серий используются песни группы Jamiroquai — Virtual Insanity' и 'Love Foolosophy.
- Со 2 по 7 сезоны у Эдика на вызове в телефоне стоит песня поп-группы Right Said Fred — I’m Too Sexy в виде рок remix версии.
- В сериале использована та же музыка, что и в оригинале, кроме заглавной песни.
- 5 сезон сериала и в России, и на Украине стартовал одновременно, при этом на Украине стали показывать по 2 новые серии. Вслед за 5 сезоном там сразу начался показ 6-го (правда, были показаны только 2 серии). Таким образом, серии 82—102 на украинском Новом канале вышли раньше, чем их премьера прошла в России.
- В одной из серий Эдик, пытаясь заработать деньги, посещает офисы компаний Akea, Abbidas, 1СЭ и Андекс — они являются пародиями на Ikea, Adidas, 1С и Яндекс.
- В заставке 1 сезона можно проследить «светофор» в одежде героев, связанный с изменением их семейного положения.
- В сериале довольно много актёров, уже пересекавшихся в других проектах. Например, Александр Макогон, Ольга Тумайкина, Ольга Медынич и Анна Антонова снимались вместе в проекте канала ТНТ «Женская лига».
- В 5 серии в роли Банана (Антона Банникова) снялся лично сам режиссёр «Светофора» Роман Фокин. Также он сыграл врача-сексолога во сне Эдика в 43 серии и ведущего программы, которую смотрит Паша в 105 серии.
- В 5 серии во время интимного общения Севы и Банана в ноутбуке играет мелодия, похожая на песню «Careless Whisper» группы «Wham!»
- По сюжету Олеся и Паша — супруги. Актёры Ольга Медынич и Джемал Тетруашвили, исполняющие эти роли, в реальной жизни поженились 1 марта 2016 года.
- Роль Эдуарда Серова исполняет российский актер Дмитрий Миллер, а автора оригинального израильского сценария зовут Адир Миллер.